# CatCat
CatCat – fiński duet popowy, założony w roku 1991 przez Virpi (ur. 1969 w Tornio) i Katję (ur. 1972 tamże) Kätkä. Nazwisko po fińsku w liczbie mnogiej brzmi Kätkät i czyta się dokładnie jak angielskie cat cat. Zespół reprezentował Finlandię na konkursie Eurowizji w Dublinie w roku 1994 z piosenką Bye Bye Baby, która z 11 punktami (1 od Bośni i Hercegowiny i 10 od Grecji) zajęła 22. miejsce.
Duet jest nadal aktywny, w 2006 roku wystąpił na koncercie z okazji 40-lecia uczestnictwa Finlandii w Konkursie Piosenki Eurowizji.

## Dyskografia
- CatCat (Finnlevy, 1992)
- Bye Bye Baby (Snap, 1994)
- Kynttilöiden syttyessä (Snap, 1994) (wydanie wznowione w roku 2000)
- Enkeli (Snap, 1995)
- Yö ja päivä (Online Records, 2001)
- Parhaat (Poptori, 2002, kompilacja)
- Hitit (Poptori, 2004, kompilacja)
- CatCat 20 vuotta – Juhlalevy (Poptori, 2012, kompilacja)
- Kukat kauniit (Poptori, 2015 album)
- CatCat 25v (Poptori, 2017 album)

## Linki zewnętrzne

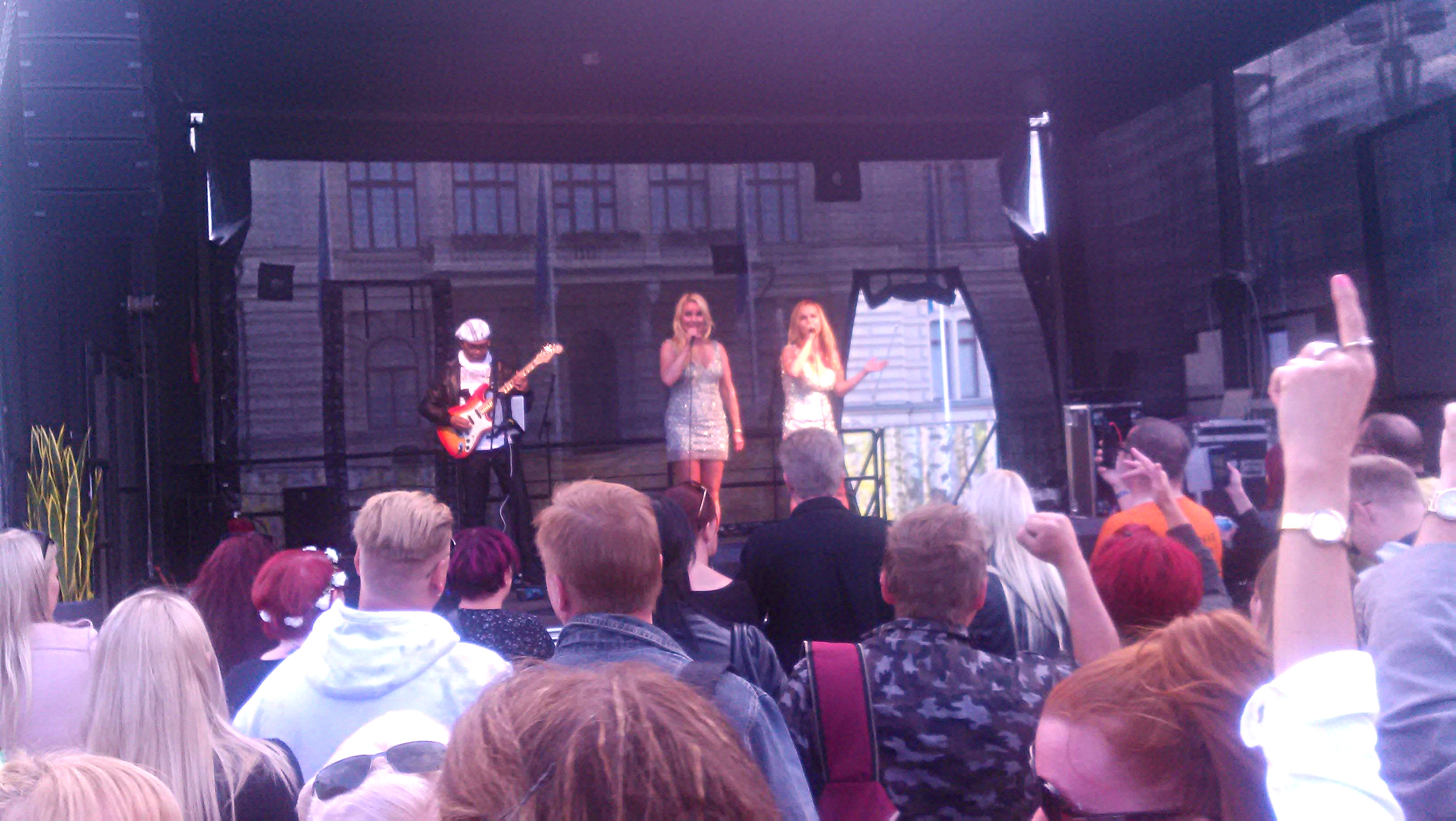
Na festiwalu Tammerfest, Tampere, 22 lipca 2017